# ФК Фаџијано Окајама
Фаџијано Окајама (јап. ファジアーノ岡山) јапански је фудбалски клуб из Окајаме.

## Име
- ФК Фаџијано Окајама (јап. ファジアーノ岡山, 2004—)

## Успеси
Првенство
- Фудбалска прва лига Окајаме: 2001, 2003, 2004.
- Фудбалска лига Чугокуа: 2006, 2007.